# Stridsdroid
Battledroid eller Stridsdroid är en fiktiv typ av droid i Star Wars-universumet, utformad för väpnad strid. Den har ett tunt skelettliknande utseende med avlångt huvud och synliga ledfogar. De används främst av Handelsfederationen och Confederacy of Independent Systems (CIS) under den Gamla republiken. Battledroider är konstruerade och formgivna för att kämpa i grupp och därmed kunna vinna genom sitt överväldigande antal, även om en hel svärm av battledroider kan huggas ner av två jediriddare. Ett exempel på detta kan man se i filmen Star Wars: Episod I – Det mörka hotet.
Battledroider är relativt hjärnlösa och även om de har ett minimum av självständigt initiativ, så är de oftast knutna till en central kontrollenhet som gör att de inte behöver kunna tänka själva. Detta gör att de inte ifrågasätter några som helst order, inte ens de som äventyrar deras egen existens. Den kontrollenhet som styr en samling battledroider är ofta belägen på ett rymdskepp eller annan väl bevakad plats. Om denna enhet förstörs slutar de battledroider som är knutna till enheten att fungera och blir passiva. Detta inträffade under Slaget om Naboo där Anakin Skywalker förstörde droidernas kontrollskepp (i Star Wars: Episod I – Det mörka hotet). 
I Star Wars: Episod III – Mörkrets hämnd dödas alla CIS-ledare av Darth Vader på lavaplaneten Mustafar och när kejsar Palpatine sedan tar över republiken befaller han att alla battledroider sätts ur funktion för att ersättas av en armé av klonsoldater.

## Typer av battledroider
Man kan ofta se en battledroids funktion genom de färgmarkeringar droiden bär på bröstet och axlarna. Standardtypen besvarar sina order med orden "Roger, roger" och kan programmeras till att ha manlig eller kvinnlig röst.
- B1 (Standard) battle droid - infanteri beväpnat med strålvapen.
- Pilot droid / Engineer droid - har blå färgmarkering på bröst/axlar och bemannar rymdskepp och fordon. Det finns även en pilotdroid som ser ut precis som B1.
- Security battle droid - har röd färgmarkering på axlarna. De patrullerar i grupper för att stoppa inkräktare och vakta fångar.
- Command Battle Droid - har gul färgmarkering på panna och axlar. Kännetecknas även av en cirkelrund symbol på bröstet. Får order direkt från droidernas kontrollenhet och för befäl över infanteri- och säkerhetsdroider. Handelsfederationens stridsdroider har en speciell beteckning: OOM Command Battle Droid. Kommendördroiden vid invasionen av Naboo kallades OOM-9.
- Assault droid - har röda axlar som security battle droid. Beväpnad med raketgevär.
- Droid sniper eller Assassin droid - har grön färgmarkering på axlarna. Beväpnad med prickskyttegevär.
- B2 Super battle droid - har en blåaktig metallisk färg och huvudet nedsänkt i en bred bringa. Avancerat infanteri med strålvapen och raketgevär monterade på handlederna.
- Geonosis battle droid - har rödfärgad kropp. Infanteri avsett för strid i ökenklimat. Används bara under Slaget om Geonosis.
- Droideka - en kobraliknande trebent droid med strålvapen inbyggt i armarna. Rullar ihop sig till en boll för att förflytta sig snabbt och har ett kraftfält som skydd vid strid.
- IG Lancer droid - är en svart, lång och tunn droid med spetsigt cylindriskt huvud. Skär genom kraftigt pansar med lansar och bemannar speeder bikear.
- IG-100 MagnaGuard - är en elitdroid byggd efter specifikationer från General Grievous. Har snabba reflexer och är beväpade med elektrostavar som inte går att skära igenom med en ljussabel.